# Upor na ladji Bounty (film, 1935)
Upor na ladji Bounty (izvirno Mutiny on the Bounty) je film iz leta 1935, ki ga je režiral Frank Lloyd. Glavni vlogi sta odigrala Charles Laughton in Clark Gable. Vsebina filma temelji na romanu Upor na ladji Bounty avtorjev Charlesa Nordhoffa in Jamesa Normana Halla.
Film je postal ena največjih uspešnic svojega časa in je tudi prejel oskarja za najboljši film. Četudi je zgodovinska točnost precej vprašljiva (kar je pravzaprav neizogibno, saj se film opira na roman, napisan o dejstvih in ne na dejstvih), pa so filmski kritiki enotni, da gre za najboljše kinematsko delo o legendarnem uporu.

## Vsebina
Film povzema dogajanje okoli resničnega upora na ladji Bounty, ki ga je vodil Fletcher Christian (igra ga Clark Gable). Upor je bil naperjen proti kapitanu ladje Williamu Blighu (igra ga Charles Laughton). Bligh je podobno kot v romanu upodobljen kot izkoriščevalska baraba, čigar krutost zoper posadko in večino častnikov postane glavni vzrok za upor. Bligh sicer že od začetka plovbe skuša vpeljati disciplino preko svojih krutih ukazov in nezadovoljstvo z njegovim vodstvom se v posadki s časom le še kopiči. Še pred prihodom na Tahiti se Bligh sporeče celo s svojim častniškim krogom, ki mu niti ne dovoli več večerjati z njim. To za dotične častnike praktično pomeni le en mizeren obrok hrane na dan - pri večerjah pa se kapitan nažira s hrano in specialitetami.
Bligh sicer sprva nima težav z avtoriteto, kmalu pa na njegovo pot stopi Christian, ki je po naravi dober in večkrat reši člane posadke gotove smrti. Eden takih primerov je, ko kapitan Bligh nekega mornarja pošlje na jambor v hudi nevihti, Christian pa ga reši iz krajše nezavesti in ga s tem predrami in mu da nadaljnjo energijo. Cilj ladje je bil tihomorski otok Tahiti, kjer naj bi pobrali sadike kruhovca in jih prepeljali nazaj v Anglijo. Drugotna naloga odprave, ki je doletela podčastnika Rogerja Byama (igra ga Franchot Tone), pa je spoprijateljiti se z domačini na Tahitiju in za namene bodočih odprav britanske krone ustvariti slovar tamkajšnjega jezika. Na Tahiti ladja res prispe in na otoku se Christian in Byam zagledata v dve domačinki. Podobno kot velik del posadke se tudi onadva navežeta na tamkajšnje žene in način življenja in ob odhodu mnogi obžalujejo, ker niso imeli več časa za druženje z otočani (oziroma otočankami).
Že kmalu po odhodu s Tahitija posadka znova naleti na grobe kapitanove poskuse vlivanja avtoritete in enkrat kapitan na krovu ne najde enega od mornarjev. Kljub pojasnilom ostalih mornarjev, da je tisti mornar zbolel in da je zelo šibak, kapitan vztraja pri svojem. Odsotnemu mornarju tako ne preostane drugega, kot da se prikaže na palubju, kar ga stane tudi življenja - očitno je bil tako šibak, da ga je napor ob prihodu iz podpalubja na krov zdelal in omahnil je na tla - mrtev. Nekateri člani posadke že ob njegovi smrti rožljajo z noži in kujejo spletko proti kapitanu, a jih Christian ustavi. Do upora nato pride zelo kmalu, saj se Christianu ob pogledu na ravnanje z ujetniki (po kapitanovi oceni "nevoljnimi" mornarji) utrga. Nenadoma popolnoma spremeni stališče in v trenutku se odloči za upor. Uporniki s tem presenetijo vse na ladji in si ladjo tudi podvržejo. Podpora s strani preostale posadke se izkaže za dokaj skromno, saj so uporniki neupornike prisiljeni odstraniti z ladje in jih evakuirati na zasilni čoln. Ko je čoln že poln, ostane na ladji še nekaj kapitanovih podpornikov, eden takih je tudi Byam.
Odnos med Byamom in Christianom se hitro spremeni, saj Byam močno nasprotuje uporu. Christian posadko odpelje nazaj na Tahiti, kjer preživijo nekaj mirnih let. Med tem se kapitan izkaže za izjemnega morjeplovca in čoln izpelje iz vseh nevarnosti ter vse neupornike varno prepelje na najbližje zatočišče, nizozemsko kolonijo Timor. Ko Bligh o uporu obvesti sodnijo v Angliji, mu namenijo novo ladjo Pandoro, s katero se odpravi na lov za uporniki. Ta lov se konča z brodolomom Pandore, medtem ko uporniki Bounty odpeljejo do Pitcairnskih otokov in se tam naselijo, ladjo pa uničijo, da ne bi pustili sledov za sabo.
Ob prihodu v Anglijo se prične sojenje tistim upornikom, ki jih je Bligh vendarle prestregel na Tahitiju. Vse upornike obsodijo na smrt z obešanjem, celo nedolžnega Byama, ki ga Bligh obtoži snovanja upora od samega začetka. Byama kljub smrtni obsodbi po nekaj pritožbah oprostijo, tako da se kasneje odpravi novim pomorskim dogodivščinam naproti. Izkušnja z ladje Bounty pa prevetri tudi hierarhijo na britanskih ladjah, saj po uporu kapitani postanejo prijaznejši in bolj prijateljski do posadk - to na lastni koži občuti tudi Byam sam. Uporniki se na drugi strani ustalijo s svojimi tahitijskimi ženami in naselijo otok Pitcairn.

## Zgodovinske netočnosti
Film kljub zgledovanju po literarni predlogi vsebuje nekaj zgodovinskih netočnosti. Kapitan Bligh namreč nikoli ni stopil na krov Pandore, niti ni prisostvoval sojenju upornikom. V času sojenja je bil namreč že na polovici nove svetovne odprave za sadikami kruhovca. Oče Fletcherja Christiana je umrl mnogo let pred uporom in ni mogel biti prisoten na sojenju. Pri vsem tem je sicer potrebno omeniti, da je film le priredba Nordhoffovega in Hallovega romana, ki pa se je že tako ali tako malce razlikoval od resničnega dogajanja.
Bligh je v filmu prikazan kot brutalni in sadistični kapitan, ki s strogimi ukrepi uveljavlja disciplino in avtoriteto. Dva od takih ukrepov sta bila bičanje mrtvega človeka in (kazenska) vleka pod gredljem ladje. Vleka pod gredljem se je redko uporabljala, če sploh, in so jo kot kazen za neubogljive mornarje opustili že dolgo pred Blighovim časom. Kar se tiče bičanja mrtveca, so raziskave v dnevnike Bountyja pokazale, da je bila raven bičanja na popotovanju nižja od takratnega povprečja. Na ladji sta do upora umrla le dva člana posadke, prvi je preminil za skorbutom, medtem ko je drugi - ladijski kirurg - umrl zaradi pijače in nebolečnosti in ne zaradi kapitanove zlorabe. Film ravno tako prikazuje upornike, ki pri uporu ubijejo nekaj kapitanovih privržencev. V resnici smrtnih žrtev pri uporu ni bilo - še najbližje smrti je bil v času upora Bligh, ki ga je skoraj ustrelil nek mornar, a ga je pred tem ustavil Christian. Izmišljotina je tudi to, da je Christiana za upor navdihnil pogled na Blighove nepravično zaprte ujetnike.
Vseeno se film v nekaterih podrobnosti le ujema z resničnim dogajanjem in zgodovinskimi viri. Eden takih detajlov je bil, da so mornarji kraljeve mornarice v 18. stoletju zares morali biti pobriti. Clark Gable si je moral tako ravno zaradi te zgodovinske točnosti postriči svoje slavne brke.
V končnem prizoru filma poda Gable oziroma Christian svojim soupornikom vznemirjujoč govor o ustvarjanju popolne družbe svobodnih ljudi na Pitcairnu daleč stran od Bligha in mornarice. Realnost je bila bistveno bolj kruta, saj so se mornarji izkazali za nezmožne samovlade. Pitcairn se je tako hitro spremenil v pekel alkoholizma, posilstev in umorov. Razen Johna Adamsa in Neda Younga ni nobeden od upornikov doživel več kot 10 let življenja po uporu. Večina izmed njih je umrla nasilne smrti.
Lik podčastnika Rogerja Byama je osnovan na resničnem podčastniku Petru Heywoodu, ki ga pod pravim imenom ni niti v romanu niti v filmu.

## Igralska zasedba
| - Charles Laughton - kapitan William Bligh - Clark Gable - Fletcher Christian - Franchot Tone - Roger Byam - Herbert Mundin - Smith - Eddie Quillan - Ellison - Dudley Digges - Bacchus - Donald Crisp - Burkitt - Henry Stephenson - sir Joseph Banks - Francis Lister - kapitan Nelson - Spring Byington - gospa Byam - Movita Castaneda - Tehani - Mamo Clark - Maimiti - Byron Russell - Quintal - Percy Waram - Coleman - David Torrence - lord Hood - John Harrington - g. Purcell | - Douglas Walton - Stewart - Ian Wolfe - Maggs - DeWitt Jennings - Fryer - Ivan F. Simpson - Morgan - Vernon Downing - Hayward - Bill Bambridge - Hitihiti - Marion Clayton Anderson - Mary Ellison - Stanley Fields - Muspratt - Wallis Clark - Morrison - Crauford Kent - polkovnik Edwards - Pat Flaherty - Churchill - Alec Craig - McCoy - Charles Irwin - Thompson - Dick Winslow - Tinkler - James Cagney - statist (brez uradne omembe) |

## Produkcija

### Lokacije snemanja
- Francoska Polinezija
- Metro-Goldwyn-Mayer, 10202 W. Washington Blvd., Culver City, Kalifornija, ZDA (studio)
- Monterey Bay, Monterey, Kalifornija, ZDA
- Monterey Harbor, Monterey, Kalifornija, ZDA
- Sailing Ship Restaurant, Pier 42, The Embarcadero, San Francisco, Kalifornija, ZDA (ladja Ellen kot Bounty)
- San Miguel Island, Kalifornija, ZDA
- Santa Barbara Channel, Channel Islands, Kalifornija, ZDA
- Santa Catalina Island, Channel Islands, Kalifornija, ZDA
- South Beach Harbor, South Beach, San Francisco, Kalifornija, ZDA (ladja Ellen kot Bounty)
- Pacifik
- Tahiti, Francoska Polinezija

V filmu so se kot nezabeleženi pojavili tudi kasnejši velezvezdniki James Cagney, David Niven in Dick Haymes. Cagney je bil v tistem času še v pogodbenem sporu z družbo Warner Bros.

## Nagrade

### Oskar
Film je do danes edini z oskarjem nagrajeni film, ki ni oskarja prejel v nobeni drugi kategoriji.
| Nagrada                                     | Nominiranec                                                                                           | Osvojil? |
| ------------------------------------------- | --- | -------- |
| Oskar za najboljši film                     | Metro-Goldwyn-Mayer (producenta Irving Thalberg in Albert Lewin)                                      | Da       |
| Oskar za najboljšo režijo                   | Frank Lloyd                                                                                           | Ne       |
| Oskar za najboljšega igralca                | Clark Gable                                                                                           | Ne       |
| Oskar za najboljšega igralca                | Charles Laughton                                                                                      |          |
| Oskar za najboljšega igralca                | Franchot Tone                                                                                         |          |
| Oskar za najboljši predelani scenarij       | Jules Furthman, Talbot Jennings in Carey Wilson                                                       | Ne       |
| Oskar za najboljšo izvirno glasbeno podlago | Nat W. Finston in Herbert Stothart ("Love Song of Tahiti" napisal Walter Jurmann, brez uradne omembe) | Ne       |
| Oskar za najboljšo filmsko montažo          | Margaret Booth                                                                                        | Ne       |

### Ostale nagrade
Uvrstitev na lestvici Ameriškega filmskega inštituta
- AFI's 100 Years...100 Movies, 86. mesto
- AFI's 100 Years...100 Heroes and Villains:
  - kapitan Bligh, podlež, 19. mesto

## Predelave
Leta 1962 je na platna prišla hollywoodska predelava z istim imenom, v kateri sta v glavnih vlogah nastopila Marlon Brando kot Fletcher Christian in Trevor Howard kot kapitan Bligh. Film je postal prava polomija, tako glede financ kot glede mnenj kritikov. Leta 1984 je luč sveta ugledala še ena predelava tega slavnega upora, tokrat se je naslov glasil zgolj Bounty. Glavni vlogi sta odigrala Mel Gibson kot Christian in Anthony Hopkins kot Bligh. Film je bil zastavljen izjemno razkošno, a je bil zato od vseh treh filmov morebiti še najbližje zgodovinski resnici - predvsem glede dopadljivosti Blighovega lika, ki ga Hopkins ni prikazal v tako izrazito negativni luči kot na primer Laughton.
Ta film iz leta 1935 pa se vseeno ni zapisal v zgodovino kot prva filmska predelava kultnega ladijskega upora. Isto temo je namreč dve leti prej, leta 1933, predelala avstralska filmska industrija. Vlogo Fletcherja Christiana je odigral tedaj neznani Errol Flynn, sam film In the Wake of the Bounty pa ni požel vidnejšega uspeha in dlje od avstralskih kinematografov ni segel.

## Parodije
- V risanem filmu Friza Frelenga Upor na ladji Bounty igra Yosemite Sam (imenovan Shanghai Sam) norčavega kapitana, ki opije in na ladjo spravi Bugsa Bunnyja. Bugs se mu nato upre. Freleng je motiv upora na ladji uporabil tudi za še eno predhodno delo, Buccaneer Bunny. V tem delu Bugs nastopi kot kapitan Bligh (poskrbljeno je celo za vizualno in zvočno podobnost z Laughtonom) in začne drdrati ukaze Samu (ki se tu imenuje Seagoin' Sam - Morski Sam).
- V epizodi The Wettest Stories Ever Told risane serije Simpsonovi si družina pripoveduje mornarske zgodbe. Drugi del epizode je parodija na Upor na ladji Bounty in Seymour Skinner nastopi v vlogi kapitana Bligha ter terorizira ostale člane posadke (Barta, Milhousa, Martina, Nelsona, Jimba, Dolpha in Kearneyja).